# Wil Willems
Wil Willems (Geleen, 13 juni 1944 – aldaar, 14 januari 2011) was een Nederlandse atleet, die zich had gespecialiseerd in de middellange en lange afstand, met name de 3000 m steeple.

## Loopbaan
Willems was als lid van het Maastrichtse Kimbria in de jaren 1966 tot 1971 Nederlands recordhouder op het nummer 3000 m steeple en hij werd tevens vijfmaal Nederlands kampioen in deze discipline. Zijn laatste record, dat in 1971 werd verbeterd door Egbert Nijstad, vestigde hij op 21 juli 1968 in Brescia. In deze wedstrijd liep hij tevens de limiet voor deelname aan de Olympische Spelen van 1968 in Mexico-Stad, maar omdat hij niet bij de beste twaalf op de wereldranglijst stond, moest hij vormbehoud tonen tijdens een race in Zagreb. Door extreme weersomstandigheden tijdens die wedstrijd zag hij zijn olympische droom echter in rook opgaan, hoewel hij tijdens een wedstrijd in Brussel ook al eens de wereldtopper Miel Puttemans had verslagen.
In 1970 kwam, op 26-jarige leeftijd, een einde aan zijn veel te korte atletiekcarrière toen bij hem teelbalkanker geconstateerd werd. Hij bleef echter als teamleider actief in de atletiekwereld bij de atletiekvereniging Unitas, waar hij werkte met talenten als Frans Maas, Cor Lambregts, Rob de Brouwer, Peter Rusman en de Belgische sprinter Patrick Stevens. Hij werd met de Sittard-Geleense vereniging meerdere keren Nederlands clubkampioen.
Willems, die als kind aan dwangneurosen leed, werd in 1974 wegens psychische problemen afgekeurd voor de arbeidsmarkt.

## Nederlandse kampioenschappen
| Onderdeel      | Jaar                         |
| -------------- | ---------------------------- |
| 3000 m steeple | 1964, 1966, 1967, 1968, 1969 |
| 10.000 m       | 1970                         |

## Records

### Persoonlijke records
| Onderdeel      | Prestatie      | Datum        | Plaats     |
| -------------- | -------------- | ------------ | ---------- |
| 5000 m         | 14.30,4        | 27 juli 1966 | Aken       |
| 10.000 m       | 30.30,6        | 10 juni 1969 | Maastricht |
| 3000 m steeple | 8.45,0 (ex-NR) | 21 juli 1968 | Brescia    |

### Nederlandse records
| Afstand        | Prestatie | Datum        | Plaats  |
| -------------- | --------- | ------------ | ------- |
| 3000 m steeple | 8.53,6    | 16 juli 1966 | Wenen   |
|                | 8.45,0    | 21 juli 1968 | Brescia |

## Palmares

### 5000 m
- 1968:  NK - 14.31,0

### 10.000 m
- 1970:  NK - 30.45,5

### 3000 m steeple
- 1964:  NK - 9.20,0
- 1966:  NK - 9.00,2
- 1967:  NK - 9.26,4
- 1968:  NK - 9.07,9
- 1969:  NK - 9.03,2
- 1970:  NK - 9.16,4